# Frans Svanström
Frans Jonas Peter Svanström, född 26 augusti 1832 i Stockholm, död 1 oktober 1909 i Maria Magdalena församling i Stockholm, grundade Sveriges första kontorsvaruhus Svanströms. Redan 1857 startade Frans Svanström Sveriges första pappershandel på Myntgatan 1 i Gamla Stan, Stockholm.  Frans var 25 år och hade lärt sig branschen genom några års praktik hos en välkänd bokhandlare på Norrbro. Startkapitalet på 20 000 riksdaler fick han låna av två etablerade affärsmän.
Frans Svanström var själv barnhemsbarn och i 1850-talets Stockholm åkte han under julen runt och besökte föräldralösa barn på barnhem som fanns i staden. Han åkte med häst och släde och delade ut block och pennor till barnen. En riktig jultomte!
Frans Svanström är begravd på Norra begravningsplatsen utanför Stockholm.

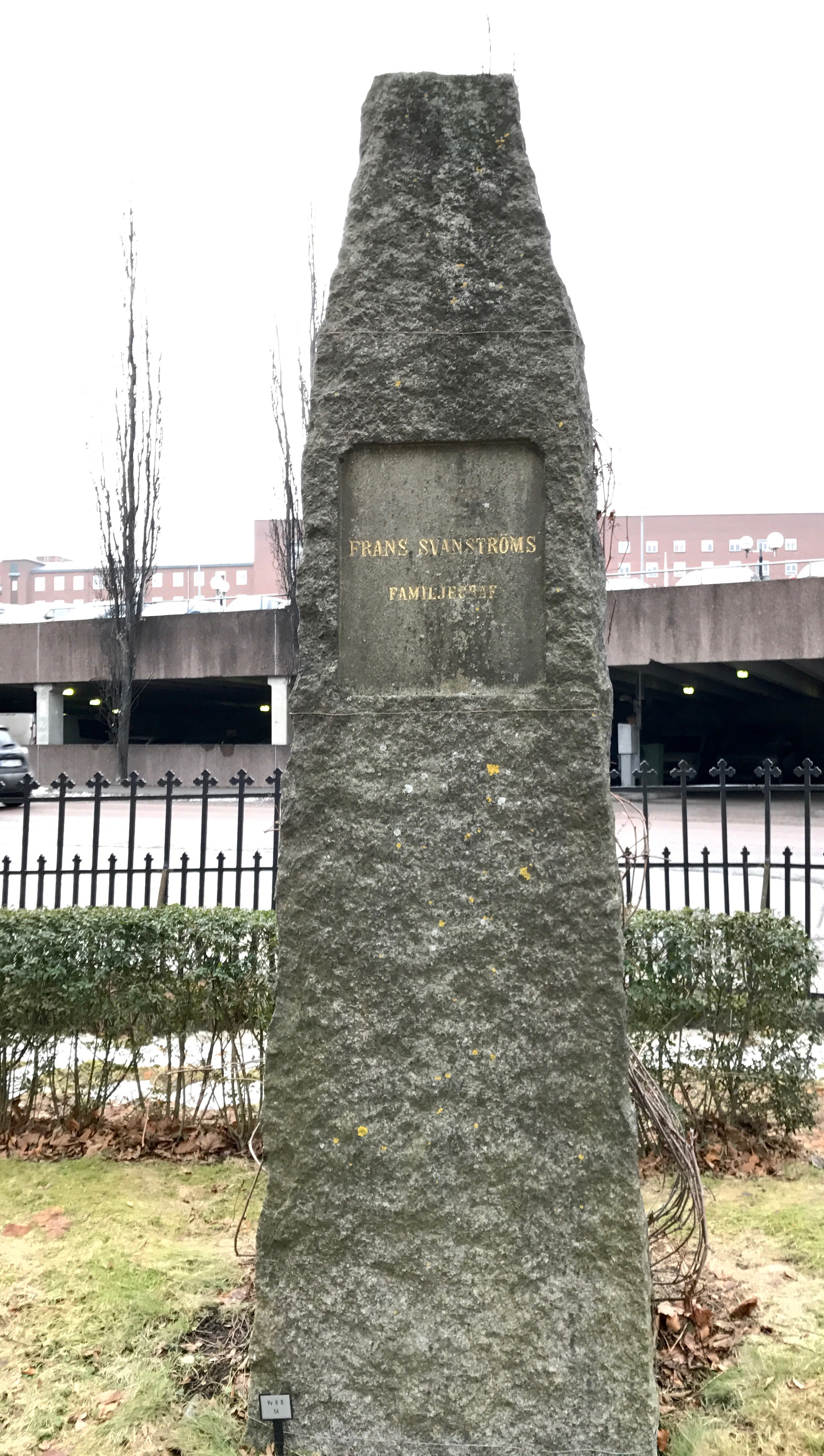
Gravvård Norra begravningsplatsen